# Львівська богословська семінарія
Львівська богословська семінарія — вищий духовний навчальний заклад у структурі відділу освіти Всеукраїнського союзу церков християн віри євангельської.

## Історія
У кінці 1980-х років Перша Львівська церква ХВЄ «Віфанія» вирішила розпочати будівництво комплексу, який поєднував би Дім молитви і приміщення для богословського навчального закладу. У жовтні 1990 р. Львівська міська рада народних депутатів ухвалила рішення про виготовлення проектної документації для будівництва комплексу. Того ж місяця держава надала церкві для будівництва земельну ділянку в мікрорайоні Сихів, на вулиці Скрипника.
Деякий час церква могла власними силами вести будівництво, однак занепад економіки на початку 1990-х років створив ситуацію, за якої церкві довелося шукати допомоги у братів та сестер діаспори. За цих умов, найбільшу допомогу в завершенні будівництва Семінарської частини комплексу надали євангельські церкви Канади. Завдяки цій допомозі у 1998 р. вдалося завершити будівельні роботи, а Семінарія була забезпечена усім необхідним для проведення навчального процесу.
У цей же період відбулася офіційна реєстрація ЛБС як навчального закладу у структурі Львівського обласного об'єднання церков ХВЄ. Обласне об'єднання ХВЄ стало міцною опорою для молодого навчального закладу. Важливою подією стало перше організаційне засідання ЛБС, яке відбулося 4 грудня 1998 р. На засіданні була обрана Рада опікунів Семінарії (голова — Р. І. Ляховський), та перший Ректор ЛБС (А. І. Кліновський).

## Становлення та розвиток
У січні 1999 р. навчальний заклад прийняв перших студентів. З цього часу Семінарія безперервно проводить навчальний процес, з 2000 р. успішно функціонує заочний факультет Семінарії. У жовтні 2002 р. ЛБС стала членом Євро-Азійської Акредитаційної Асоціації.
У 2004 р. відбулося приєднання до Львівської богословської семінарії Заочного біблійного інституту. Семінарія працює над відкриттям заочних філіалів у різних регіонах України, Росії та США. У 2007 р. розпочалося навчання на магістратурі ЛБС — сьогодні 65 студентів навчаються за спеціальністю «Магістр богослов'я». Проводиться інтенсивна робота щодо розробки програми дистанційного навчання ЛБС.

## Акредитація
Львівська Богословська Семінарія має міжнародне визнання як акредитований навчальний заклад. У червні 2008 р. Євро-Азійська Акредитаційна Асоціація ухвалила рішення про акредитацію бакалаврських програм ЛБС: програми «бакалавр богослов'я» (стаціонарний факультет) та програми «бакалавр пасторського служіння» (заочний факультет). На черзі — робота над акредитацією магістерської програми, очікується повна акредитація з 2012 року.

## Структура
- Стаціонарний факультет
  - спеціальність «Бакалавр богослов'я» (3 роки)
- Очно-заочний факультет
  - спеціальність «Бакалавр пасторського служіння» (4 роки)
  - спеціальність «Бакалавр християнського служіння» (4 роки)
  - спеціальність «Магістр богослов'я» (2,5 роки)
  - Пасторсько-місіонерська школа (1 рік)